# Tetramorium punctiventre
Tetramorium punctiventre is een mierensoort uit de onderfamilie van de Myrmicinae. De wetenschappelijke naam van de soort is voor het eerst geldig gepubliceerd in 1887 door Carlo Emery. Odoardo Beccari had een enkel exemplaar van deze soort op Nieuw-Guinea verzameld.